# 레비비아역
레비비아역(이탈리아어: Rebibbia)은 로마 지하철 B선의 북쪽 종착역이다. 이 역은 1990년에 개통했으며 로마 최북동부에 있는 레비비아 지구의 티부르티나 가 (via Tiburtina)에 위치해 있다. 역 바로 옆에는 레비비아 교도소가 있다.

## 역 시설
- 장애인 전용 승차시설
- 자동 판매기
- 파크 앤드 라이드 시설 600여곳
- 엘레베이터
- 역 감시카메라 (CCTV)
- 에스컬레이터
- 스낵 및 음료 자판기
- SOS 서비스